# 키쿠치 아키코 (배우)
키쿠치 아키코(일본어: 菊池 亜希子, 1982년 8월 26일~)는 일본의 배우, 모델이다. 소속사는 텐캐럿이다.

## 경력
기후현 출신으로 지바 대학에서 도시환경시스템학과 학사 학위 과정을 졸업했다. 고등전문학교 재학 시절에 주말에 도쿄도를 방문하여 시범 활동을 개시했다. 《Non-no》, 《Pretty Style》, 《리넨》 등의 잡지에서 모델로 활동했고 2007년에 영화 《도쿄의 거짓말》을 통해 배우로 데뷔했다. 2010년에 개봉된 영화 《모리자키 서점의 나날》에서 처음으로 주연을 맡았다.
독자적인 세계관을 가진 삽화, 패션 스타일로 정평이 난 쇼가쿠칸의 잡지인 《무크 매시》의 편집장을 맡았다. 2015년 겨울에 카쿠바리즘의 대표인 가쿠하리 와타루와 결혼했다. 2017년 가을에 첫 아이를 출산했고 2020년 3월에 둘째 아이를 출산했다.

## 출연 작품

### 영화
- 2008년 《나를 둘러싼 것들》 - 카지야마 에이코 역
- 2010년 《모리오카 서점의 나날》 - 미우라 타카코 역
- 2012년 《내 어머니의 인생》 - 이가미 키코 역
- 2014년 《사랑한다고 말해》 - 나츠미 역
- 2015년 《심야식당》 - 스기타 아케미 역
- 2015년 《굿 스트라이프스》 - 만타니 미도리 역
- 2015년 《바다의 뚜껑》 - 마리 역
- 2016년 《아즈미 하루코는 행방불명》 - 이마이 에리 역
- 2017년 《두 번째 여름, 두 번 다시 만날 수 없는 너》 - 에노모토 유우 역
- 2021년 《희미한 산하엽》 - 쿠니키다 요시코 역

### 드라마
- 2007년 NHK 드라마 《굿잡》 - 쿠로키의 전 여자친구 역
- 2007년 후지 TV 드라마 《트리하다~밤새운 당신에게 섬뜩한 이야기를》
- 2008년 TBS 드라마 《연공》 - 타하라 사오리 역
- 2010년 TBS 드라마 《클론 베이비》 - 히구치 리코 역
- 2011년 드라마 W 드라마 《먼 날의 행방》 - 히로세 미즈키 역
- 2012년 MBS 드라마 《하나 씨의 간단요리》 - 미즈키 역
- 2012년 TBS 드라마 《스나크 사냥》 - 쿠로사와 미카 역
- 2014년 드라마 《어린 짐승 마메시바 망향편》 - 스즈키 사치코 역
- 2015년 후지 TV 드라마 《문제 있는 레스토랑》 - 후지무라 사츠키 역
- 2016년 메~테레 드라마 《마카나이소》 - 후지시마 쿄코 역
- 2016년 NHK 드라마 《토토 테레비》 - 요코야마 미치요 역
- 2022년 NHK 드라마 《사랑하지 않는 두 사람》 - 이즈카 하루카 역
- 2022년 NHK BS 프리미엄 드라마 《시리즈 요코미조 마사시 단편집 III - 킨다이치 코스케의 현혹》